# 和平里 (臺南市東區)
22°58′29″N 120°14′07″E / 22.9745842°N 120.2354061°E
和平里為中華民國臺南市東區轄下之一里，面積約0.3839平方公里。東邊即仁德區，西以仁和路為界與崇善里相鄰，南以仁和路107巷與仁和里相鄰，北以東門路三段為界與虎尾里及自強里相連接。

## 歷史
和平里一地在清末是屬於臺灣省臺南府安平縣仁和里竹篙厝庄，日治時期前期行政區劃仍屬仁和里（1896年，隸臺南縣），大正九年（1920年）改制後，屬於臺南州臺南市竹篙厝大字的一部分。
二次大戰後，此地屬於竹篙里（今德高里），之後在1970年代屬於新分出來的仁和里，最後才在1982年8月1日從仁和里劃分出來，正式成立，其名則取自四維八德之中的「和平」。此區最早是蔗園，1950年代的仁和路上有臺灣銀行職員宿舍。當時臺南地區電力負載增長，原山上變電所遠離負載中心不能滿足供電需求，臺灣電力公司擇此地興建臺南變電所，1961年開始送電。後來東門路、仁和路一帶劃設為工業區，住宅與工廠錯落，主要集中在東門路與仁和路上。隨著時代演進，和平里由工業區改為住宅區，之後該地的工廠陸續遷移，原本的工廠用地改建為公寓大樓。
2010年1月9日，和平里活動中心舉行落成典禮。

臺電變電所大門

## 里內地名
- 買街：在東門路與仁和路交會處的巷子，為該里較早開發處，昔日曾為市集，因而被附近的虎尾寮、竹篙厝居民稱作買街，現已沒有市集[2]。
- 竹子街：位在今東門路三段南邊，為竹篙厝通往虎尾寮的小徑，又稱竹子巷，昔日可能曾為竹林而得名[2]。
- 北勢頭：位在變電廠東北，是相對於竹篙厝來說的「北邊田地」[2]。
- 埒寮仔：位在北勢頭西邊，變電所北邊，其名意指這裡的田地是狹長形[2]。
- 小路巷：指埒寮仔西邊，變電所西北的一條小徑，為仁和路與虎尾寮間的交通途徑之一[2]。

## 里內設施

和平里運動公園

仁和市場

- 和平里運動公園
- 和平里活動中心
- 台電變電所
- 仁和民有市場

## 鄰近公共設施

### 學校
- 國小
  - 德高國小（德高里）
  - 崇明國小（崇明）
  - 崇學國小（崇學里）
- 國中
  - 崇明國中（崇明）

### 醫院
- 臺南市立醫院（崇成里）